# Moulin à marée de Beg-Nénez
Le moulin à marée de Beg-Nénez est un édifice situé à Guidel, dans le France.

## Localisation
Le moulin est situé sur le territoire de la commune de Guidel, au lieu-dit Beg-Nénez, dans le département du Morbihan, en région Bretagne.

## Description
Le moulin date des XVIIIe et XIXe siècles, il est construit le long de la rive de la Laïta en lien avec la digue qui ferme un bras de l'estuaire qui se remplit à marée montante. La digue comprend un double système de vannes, les unes s'ouvrant côté retenue hors du flux pour le laisser rentrer, les autres s'ouvrant côté mer lors du reflux pour mettre la roue ou la turbine hydraulique en marche. La maison primitive du meunier est en moellons de granite, fortement talutée, possède un étage carré à élévation à travées et est couverte d'un toit à pignon découvert. Elle est encadrée de la meunerie et d'une dépendance, en moellon, en rez-de-chaussée, couverts d'un toit à longs pans à pignon couvert. La seconde maison à élévation ordonnancée, est enduite et couverte d'un toit en croupe.

## Histoire
Moulin à marée fondé en 1770 dans une anse de la Laïta sensible à la marée. Les trois bâtiments situés derrière la digue sont composés du moulin proprement dit, du logis de meunier et d'une dépendance. Ils sont reconstruits en 1854, date portée sur le linteau de la porte du logis. Les ouvertures subissent quelques remaniements dans la seconde moitié du XIXe siècle et au début du XXe siècle. Le moulin de Beg-Nénez était associé au moulin à eau douce de Benoual en Guidel qui lui servait de relais en période de chômage. En 1906, une nouvelle maison de meunier est édifiée, un peu en retrait de la rivière et de la meunerie. Le moulin cesse de tourner en 1934 après deux siècles d'activité et une seule lignée de meuniers.
Le moulin est inscrit à l'inventaire général du patrimoine culturel.

## Galerie

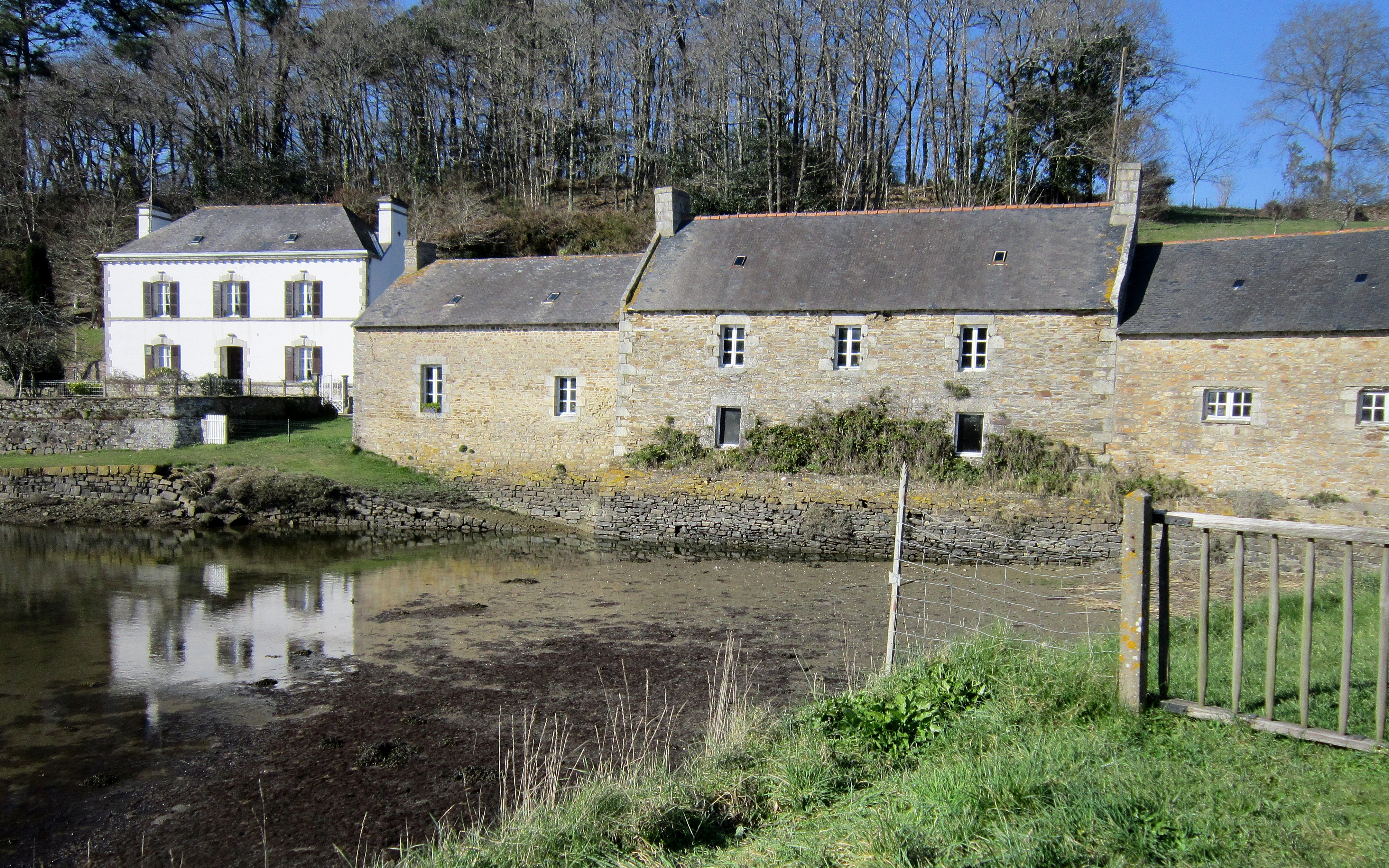
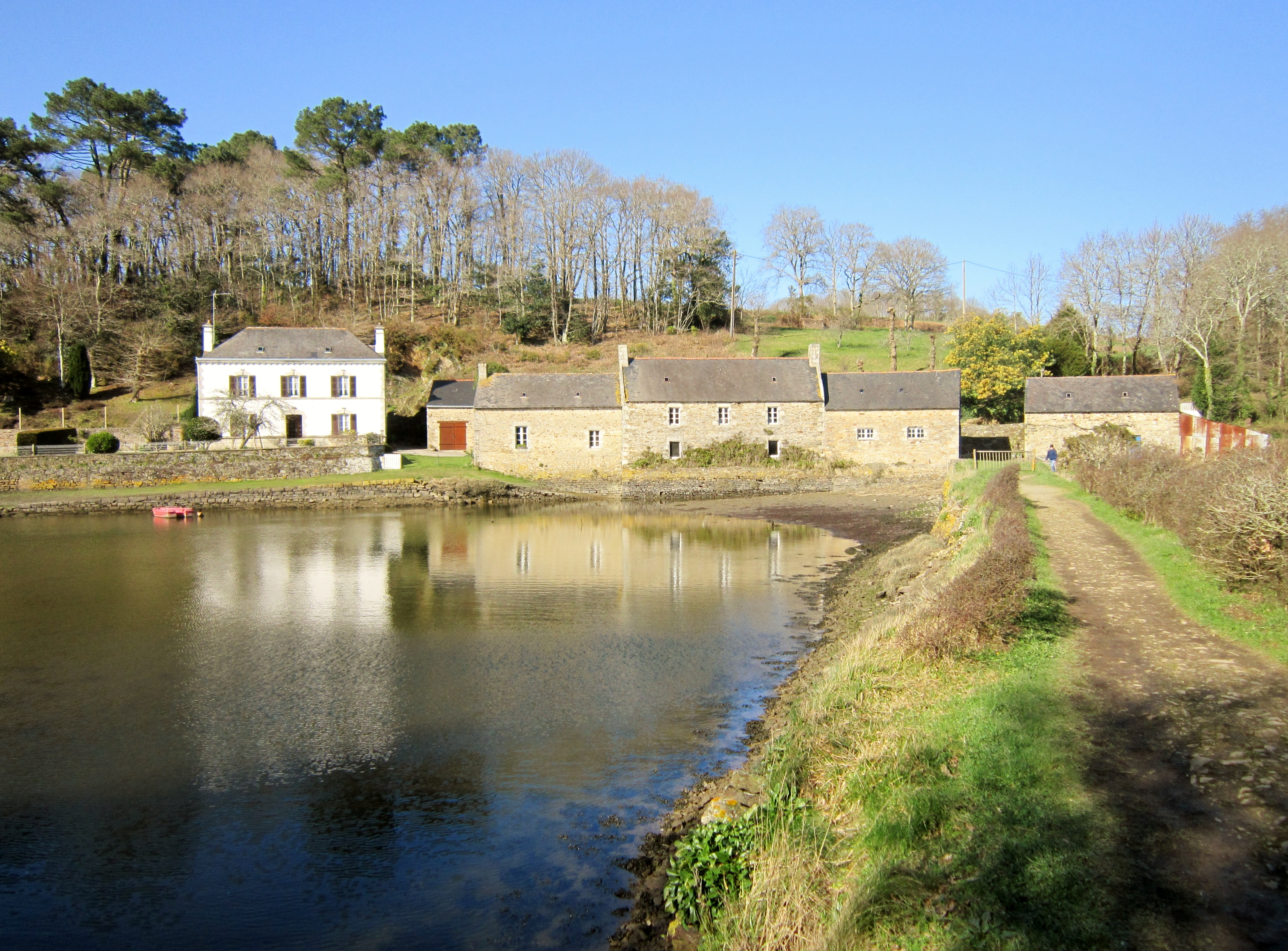
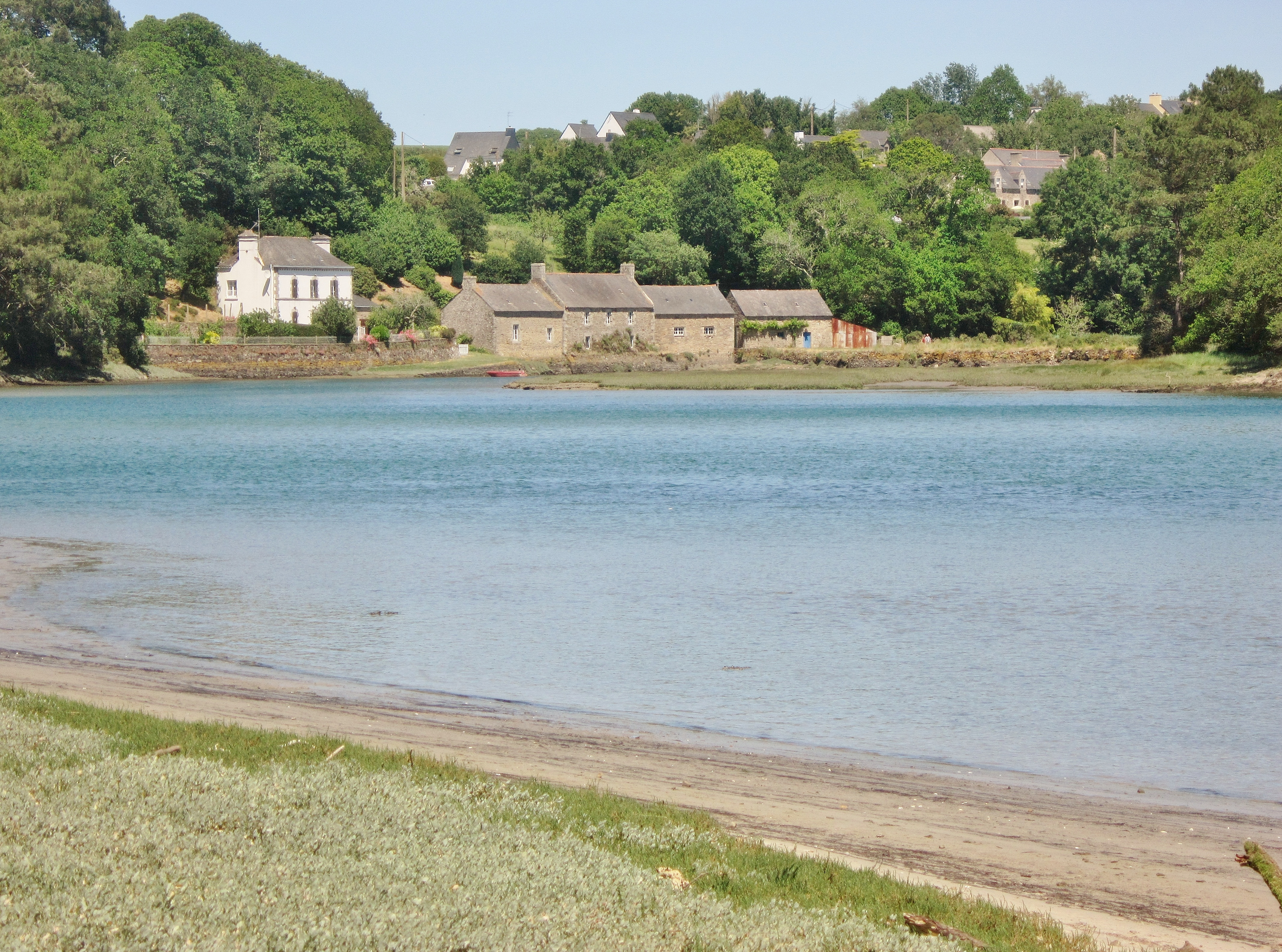